# Макбет (п'єса)
«Макбе́т» (англ. Macbeth) — п'єса, одна з найвідоміших трагедій англійського письменника Вільяма Шекспіра. П'єса, віддалено заснована на історії реального шотландського короля Макбета, часто витлумачується як архетипова історія про небезпеку надмірного жадання влади і зради друзів.

## Дійові особи
- Дункан — король Шотландії
  - Малкольм — старший син Дункана
  - Дональбайн — молодший син Дункана
- Макбет — воєначальник армії Дункана; спочатку гламіський тан, згодом кавдорський тан і король Шотландії
- Леді Макбет — дружина Макбета, згодом королева Шотландії
- Банко — друг Макбета, воєначальник армії Дункана
  - Флінс — син Банко
- Макдуф — тан Файфу
  - Леді Макдуф — дружина Макдуфа
  - Син Макдуфа
- Росс, Ленокс, Ангус, Ментіс, Кетнес — шотландські вельможі (тани)
- Сівард — граф Нортемберленд, англійський воєначальник
  - Молодий Сівард — син Сіварда
- Сейтон — офіцер з Макбетового почту
- Геката — королева відьм
- Три відьми
- Офіцер шотландської армії
- Три вбивці
- Воротар
- Шотландський лікар
- Англійський лікар
- Придворна дама
- Перший привид — голова в шоломі
- Другий привид — закривавлене дитя
- Третій привид — дитя з короною на чолі і гілкою у руці
- Вельможі, дворяни, гінці, слуги, солдати

## Сюжет
Трагедія починається грізною сценою із громом та блискавкою: три сестри-відьми вирішують, де має відбутись їхня зустріч із Макбетом. У наступній сцені поранений воїн повідомляє королю Шотландії Дункану, що його генерали Макбет та Банко перемогли ірландсько-норвезьке військо повстанців під проводом Макдональда. Макбета вихваляють за хоробрість.
Макбет та Банко зустрічають відьм, котрі розповідають їм свої віщування. Перша прославляє Макбета як гламіського тана (дворянський титул, Макбет отримав його у спадок), друга — як кавдорського тана, третя — як нового короля. Вони віщують Банкові, що йому не судилося бути королем, однак він стане засновником королівської династії. Відьми непомітно зникають, а замість них з'являється посланець короля Росс, який повідомляє про присвоєння Макбету титулу кавдорського тана (попередній тан був засуджений до смерті за зраду) — отож, перше віщування збулося. Макбет повірив у те, що стане й королем. Про віщування він пише своїй дружині. Коли король Дункан зупиняється в їхньому домі Інвернесі, дружина Макбета вирішує вбити його, аби гарантувати трон своєму чоловікові. Макбет має сумнів щодо доцільності такої затії, але дружині вдається його вмовити. Вона влаштовує вбивство, а закривавлений кинджал підкидає сплячим слугам.
Наступного ранку приїжджають Ленокс і Макдуф, тан Файфа. Макбет проводжає їх до короля, Макдуф знаходить труп. У фальшивому гніві Макбет убиває прислугу, не даючи їй змоги виправдатись. Однак Макдуф ще спочатку підозрює Макбета, не показуючи цього.
Хвилюючись за своє життя, сини Дункана тікають: Малкольм — до Англії, а Дональбайн — в Ірландію. Через це на них лягає тінь підозри, і Макбет приймає трон Шотландії.
Незважаючи на успіх, Макбет замислюється над третім пророцтвом, котре стосується Банко. Він запрошує Банко на бенкет, але дізнавшись, що той вже зібрався на вечірню кінну прогулянку зі своїм молодшим сином Флінсом, наймає вбивць. Банко вбито, але його син утік.
На бенкеті раптово з'являється привид Банко й сідає на трон. Але бачить його лише Макбет, а гості дивуються з того, що Макбет кричить на порожній трон. Далі він вирішує звернутися до відьом. Вони викликають трьох привидів з віщуваннями-попередженнями: «Макдуфа уникай», «З народжених жінками ніхто Макбетові не заподіє шкоди» і «Ніхто Макбета не здолає, доки на Дунсіанський пагорок високий не зрушить ліс Бірнамський». Поки Макдуф перебуває у вигнанні в Англії (збирається разом із Малкольмом іти війною на Макбета), Макбет убиває всіх у його замку, включно з дружиною та трьома синами.
Леді Макбет мучить совість — вона ходить уві сні й намагається змити кров із рук, весь час говорячи про якісь страшні речі.
Тим часом Малкольм і Макдуф зібрали військо, щоб іти в Шотландію і скинути з престолу «тирана Макбета». Багато танів (дворян) покинули Макбета. Малкольм, Макдуф і Сівард оточують замок Дунсіан. Їх воїни збирають гілки для маскування в Бірнамському лісі. Слуга повідомляє Макбету, що ліс став рухатися. Друге пророцтво здійснилося.
Макбет проголошує знаменитий монолог «Завтра, завтра, завтра», дізнавшись про смерть (самогубство) власної дружини.
Під час битви Макбет вбиває Молодого Сіварда. Макдуф сходиться з Макбетом. Макбет говорить, що не боїться Макдуфа, адже не може бути вбитий будь-ким, народженим жінкою. На що Макдуф, відповідає: «Розчаруйся! Нехай тобі твій пан, диявол, скаже: із лона материнського дочасно Макдуфа вийнято». Макбет нарешті розуміє останнє пророцтво, але запізно. Битва завершується тим, що Макдуф стинає Макбету голову.
У фінальній сцені коронується Малкольм. Вважається, що пророцтво відьм стосовно Банко здійснилося, адже реальний король Англії Яків І із шотландського роду Стюартів є нібито нащадком Банко. На це є прямий натяк Шекспіра в тексті, коли Макбет бачить привид Банко і ряд його нащадків-королів, восьмий з яких тримає дзеркало, в якому видно нових королів «із потрійним скіпетром, потрійною державою» (починаючи з Якова І, восьмого короля з роду Стюартів, шотландські монархи почали правити Англією та Ірландією).

## Екранізації
П'єса екранізувалась та адаптувалась для кіно десятки разів. У тому числі:
| Рік  | Країна              | Назва                                                               | Режисер                                                        | В ролях                                                                                               | Примітки                                                                             |
| ---- | ------------------- | ------------------------------------------------------------------- | -------------------------------------------------------------- | --- | ------------------------------------------------------------------------------------ |
| 1908 |                     | Макбет                                                              | Джеймс Стюарт Блектон                                          | |                                                                                      |
| 1916 |                     | Макбет (фільм, 1916)                                                | Джон Емерсон [Архівовано 15 лютого 2017 у Wayback Machine.]    | Герберт Бірбом Трі (Макбет)                                                                           |                                                                                      |
| 1922 |                     | Макбет (фільм, 1922)                                                | Генрі Паркінсон [Архівовано 15 лютого 2017 у Wayback Machine.] | Расел Торндайк (Макбет)                                                                               |                                                                                      |
| 1948 | США                 | Макбет (Macbeth)                                                    | Джордж Орсон Уеллс                                             | Орсон Уеллс (Макбет), Жанетт Нолан (леді Макбет), Ден О'Герлігі (Макдуфф), Родді МакДауел (Малькольм) |                                                                                      |
| 1957 | Японія              | Замок інтриг (Трон в крові) (蜘蛛巣城)                              | Акіра Куросава                                                 | Тосіро Міфуне (Васідзу — Макбет), Ісудзу Ямада (Асадзі — леді Макбет)                                 | Дію перенесено в середньовічну Японію                                                |
| 1971 | Велика Британія США | Макбет (англ. Macbeth, інша назва — англ. The Tragedy of Macbeth)   | Роман Поланскі                                                 | Джон Фінч (Макбет), Франческа Аніс (леді Макбет)                                                      |                                                                                      |
| 1979 | Велика Британія     | Макбет (англ. Macbeth, інша назва — англ. A Performance of Macbeth) | Пилип Кассон                                                   | Ієн Маккеллен (Макбет), Джуді Денч (леді Макбет)                                                      | Телевізійний фільм                                                                   |
| 1990 | США                 | Люди достойні поваги (Men of Respect)                               | Вільям Рейлі                                                   | Джон Туртуро (Майк Баталья — Макбет), Кетрін Боровіц (Руті Батталья — леді Макбет)                    | Дію перенесено в мафіозний клан сучасної Америки                                     |
| 2006 | Австралія           | Макбет (Macbeth)                                                    | Сем Вортінгтон                                                 | (Макбет)                                                                                              |                                                                                      |
| 2010 | Велика Британія     | Макбет (фільм, 2006, Британія)                                      | Руперт Гулд                                                    | Патрік Стюарт (Макбет),                                                                               | Сучасна адаптація призвана нагадувати глядачу про сталінську диктатуру               |
| 2015 | Велика Британія     | Макбет                                                              | Джастін Курзель                                                | Майкл Фассбендер (Макбет), Маріон Котіяр (леді Макбет)                                                | Реалістична військова кінодрама                                                      |
| 2020 | Росія               | Макбет                                                              | Сергій Цимбаленко                                              | Сергій Цимбаленко (Макбет)                                                                            |                                                                                      |
| 2021 | США                 | Трагедія Макбета                                                    | Джоел Коен (без брата)                                         | Дензел Вашингтон (лорд Макбет), Френсіс Мак-Дорманд, Брендан Глісон та ін.                            | Новий погляд на п’єсу: лорд Макбет темношкірий тощо. У стилі німецького кіно 1915-25 |

## Переклади українською

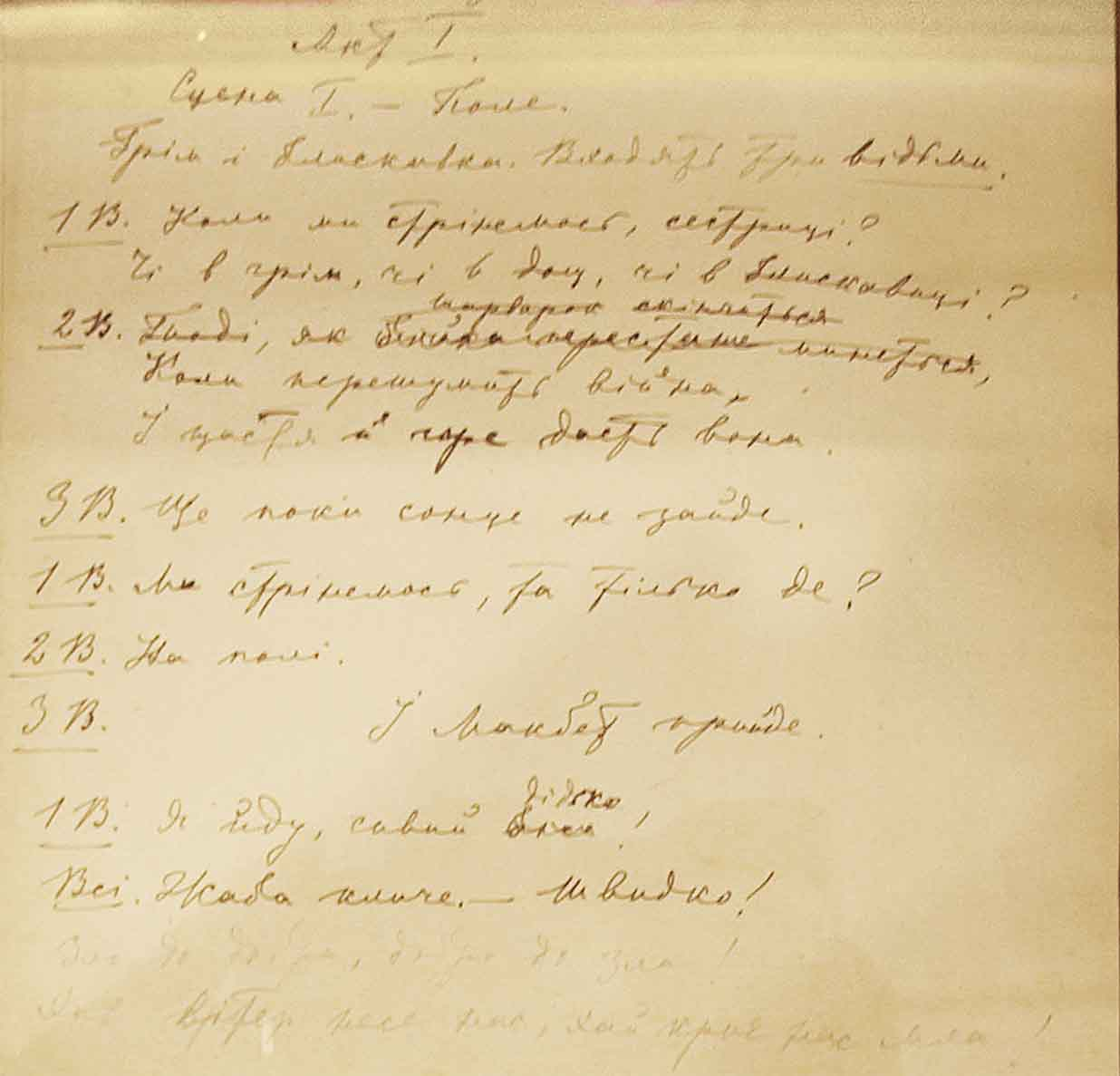
«Макбет». Фрагмент перекладу Лесі Українки, 1898

Українською мовою п'єсу «Макбет» повністю переклали: Ю. Федькович (переклад 1872—1874 років, вперше надрукований 1902 року; існують три незалежні між собою редакції Федьковичевого «Макбета» які, по суті, є трьома різними перекладами одного твору) Панько Куліш (1900), Тодось Осьмачка (1930 (перша редакція перекладу), 1961 (друга редакція перекладу)) Ю. Корецький (1940) Борис Тен за участю Віктора Гуменюка (1986) Гнат Хоткевич (рукопис). та Олександр Грязнов (2008).
Також повний переклад п'єси «Макбет» зробив Павлин Свєнціцький, але його було в нього вкрадено і він зник безслідно (про що повідомляла львівська преса).
Українською мовою уривки п'єси «Макбет» перекладали: Леся Українка (переклад 1898 року, вперше надрукований 1954 року), Андрій Веретельник (1901) Г. Чикаленко (1922) та С. Гусак (1937).

### Список українських перекладів
- Уілліям Шекспір. Макбет. Переклад з англійської: Пантелеймон Куліш. Виданий з передмовою та поясненнями Др. Івана Франка. Львів: Друкарня Наукового Товариства імени Шевченка під зарядом К. Беднарського, 1900. 150 с. (archive.org)
- Уілліям Шекспір. Гамлет; Макбет. Переклад з англійської: Юрій Федькович // Юрій Федькович. Писання: Перше повне і критичне видання у 3 томах: Т. 3-го 2-а ч. Драматичні переклади. З автографів уперше видав д-р Іван Франко. Львів, 1902. 373 с. С. 175—373. (Google books)
- Шекспір В. Макбет: Трагедія на 5 дій [Архівовано 24 листопада 2017 у Wayback Machine.] / Пер. з англ. Ю. Корецького. Ред. і післямова, с 151—165, А. Гозенпуда. К.: Мистецтво, 1940. 165 с.